# کورشالینو
کورشالینو (انگلیسی: Kurshalino) یک شهرک در شهرستان مچتلینسکی استان باشقیرستان کشور روسیه است.